# Vallaris
Vallaris é um género botânico pertencente à família Apocynaceae.